# 巴鲁斯上校镇
巴鲁斯上校镇是巴西南大河州的一个市镇。总面积162.949平方公里，总人口2441人，人口密度15人/平方公里。